# Cabucala polysperma
Cabucala polysperma är en oleanderväxtart som först beskrevs av Scott Elliot, och fick sitt nu gällande namn av Marcel Pichon. Cabucala polysperma ingår i släktet Cabucala och familjen oleanderväxter. Inga underarter finns listade i Catalogue of Life.